# ウーズル効果

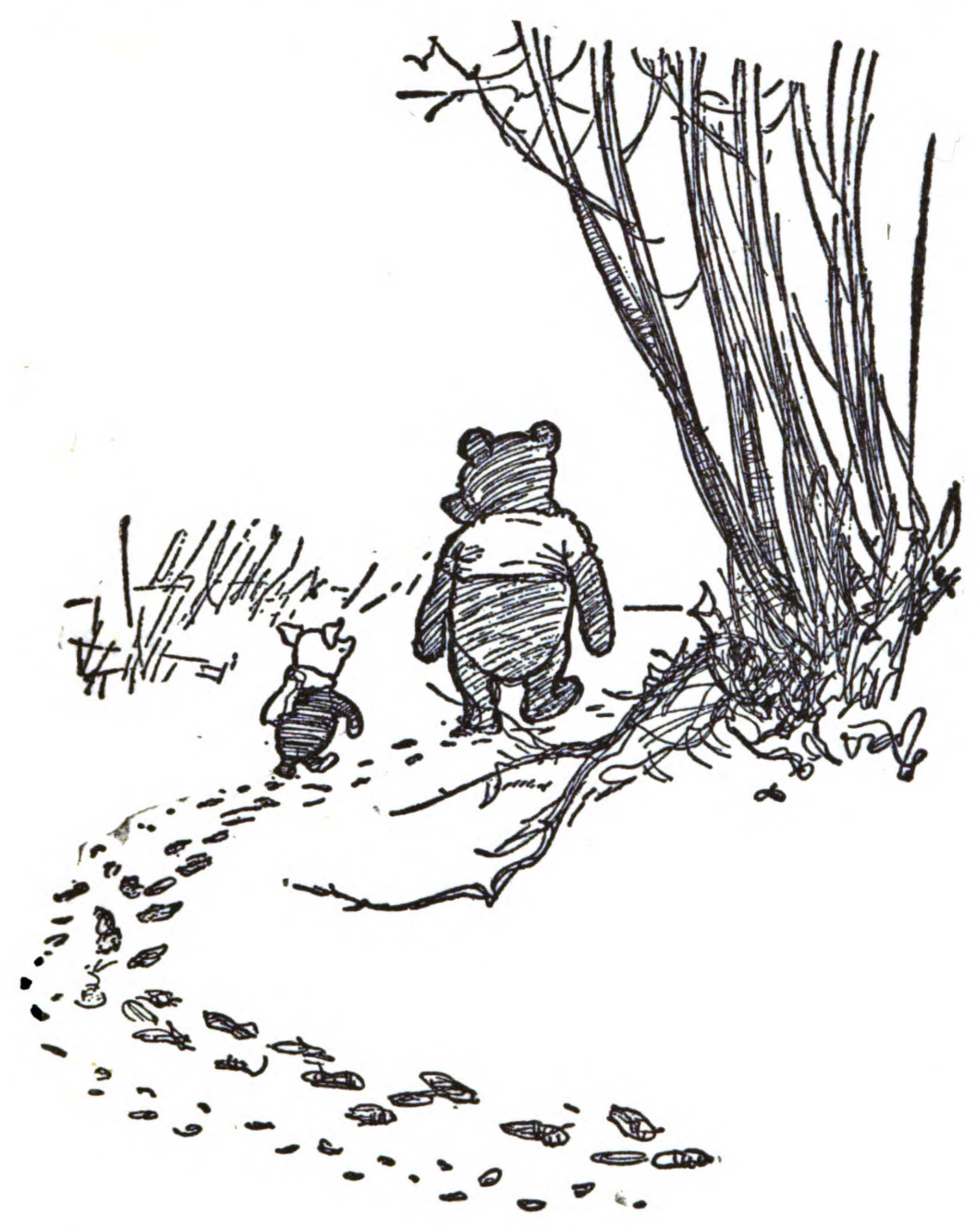
ウーズルの痕跡であると信じて、自らの足跡を辿るプーとピグレット

ウーズル効果（ウーズルこうか、英: Woozle effect）とは、証拠や根拠のない事柄に関する公表物が、頻繁に引用されることにより、個人、団体、または社会一般において、証拠たり得ると誤解される現象のこと。引用による証拠（いんようによるしょうこ、英: evidence by citation）、または単にウーズルともいわれる。この効果により、事実ではないことが都市伝説やファクトイドとなる。
また、ウーズル効果の影響は、世間一般だけではなく、学術界へも波及する。再現実験がされず、引用する文献の要となる主張に十分な裏付けがないことに誰も気づかない場合には、それを基に新たな研究が繰り返される事態が起こり得る。

## 起源と定義
ウーズルは、A・A・ミルンの1926年の著書『クマのプーさん』の第3章「プーとピグレットがウーズルをつかまえそうになる」に登場するキャラクターである。この物語は、雪についた足跡を、空想上の動物「ウーズル」のものであると信じたプーとピグレットが、その跡をたどり始め、最終的には、クリストファー・ロビンが木の周囲を旋回する自分たちの足跡を辿っていると指摘するまで、増え続ける痕跡を追い続けるという内容である。
現象の潜在的な研究は「ウーズル効果」という名称が導入される60年以上前に遡る。ウィリアム・ベヴァンは1953年の著書で「科学的ウーズル狩り (scientific woozle hunters) 」という言葉を用いて、心理学分野における科学的方法論と研究の誤りについて記している。ヨアヒム・ヴォールヴィルは、1963年の論文で社会科学研究における「ウーズル狩り」について言及し、ジョーン・スティーブンスは、1971年の論文で、間違って引用された手紙の研究において、読者に対しウーズルへの注意を促している。
リチャード・ゲレスは、ウーズル効果という用語は、1979年のビバリー・ホートンの研究レビューに起源があるとしているが、1980年のゲレスの論文や、1988年のゲレスとマレー・ストラウスの共著書に帰属させる研究者もいる。ゲレスとストラウスは、ウーズル効果は、社会科学に見られるバイアスの一種であり、個人や世間一般の認識、アカデミー、政策立案、または政府に、複合的な誤りを生じさせる要因であると述べている。また、ウーズルは、証拠の裏付けのない研究についての主張にも影響する。ドナルド・ダットンは、ウーズル効果、または、ウーズルは、証拠のない発表済の文献が、頻繁に引用されることにより、個人、団体、または社会一般において根拠があると誤解させた場合に発生し、事実でないことが都市伝説やファクトイドに変容すると述べている。また、ウーズル効果の多くは、限定的な表現（…の可能性がある、ひょっとすると…あり得る、確証は全くないが…かもしれない）を断定的な表現（…である）に変化させ、言葉を強化し、原著作者や証拠による裏付けを取らないままに、自らの意見や見解を取り入れることと関連して起こると主張している。
ダットンは、ウーズル効果を確証バイアスの一例であるとの見解を示し、信念固執と集団思考に関連させている。社会科学においては、実証研究は、客観的な測定ではなく、経験に基づいた報告を根拠に行う可能性もあることから、研究者が予測に合わせるよう証拠を調整することも考えられる。ダットンは、社会科学の研究は、現代の見識や社会的正義に基づく理想と合致することもあることから、その理想を支持するようなバイアスが発生する可能性があると論じている。アイリーン・ギャンブリルは、2012年の著書でウーズル効果を疑似科学の発生プロセスに関連させている。また、ギャンブリルは、2011年のアマンダ・ライマンとの共著論文で、巧妙なプロパガンダ手法とも関連させており、「誰もが知っている」「明白な」「疑いようのない」「皆が認めている」という導入フレーズを特定して、ウーズルの論法が使われる可能性に警鐘を鳴らした。

## 効果の例
ウーズル効果の注目すべき例の一つは、1980年にニューイングランド・ジャーナル・オブ・メディシン (NEJM) に掲載された、ジェーン・ポーターとハーシェル・ジックによるレター・トゥ・ジ・エディターである「Addiction Rare in Patients Treated with Narcotics (麻薬による治療を受けた患者の中毒症は稀) 」の引用に見ることができる。わずか5文の査読されていないと考えられる、そのレターは、入院患者の鎮痛剤の使用に関する医療記録の分析結果から「病院において、麻薬は広く使用されるにもかかわらず、依存症の既往歴のない患者の依存症発症は稀である。」と結論付けている。この研究は、病院内での麻薬の使用のみを対象としていたにもかかわらず、自宅用に処方された麻薬の使用においても、中毒症の発症が同じように稀であると主張する目的で、誤って引用されるようになっていった。2017年にNEJMが掲載したレターでは、1980年のポーターとジックのレターの引用は、1995年にオキシコドンが発売された後に急増し、608件の引用がなされていることに触れつつ、この問題を指摘した。オキシコドンの製造メーカーであるパーデュー・ファーマにおいても、ポーターとジックの研究を、この問題を包含した状態で引用し、中毒のリスクが低いことを論じていた。その結果、2007年には、パーデュー社と3名の上級管理職は、オキシコドンの服用に関連する中毒リスクについて、規制当局、医師、および患者を欺いたとし、連邦刑事手続により告訴され、有罪判決を受けた。
この1980年のレターは、学術的、非学術的を問わず、色々な出版物に誤って使用されている。サイエンティフィック・アメリカンでは「広域調査」と評され、雑誌のタイムでは「患者が中毒症になるという誇張された恐怖」が「基本的には根拠がない」ことを示した「画期的研究」であると述べられた。また、学術雑誌「Seminars in Oncology」は、ポーターとジックの研究が、患者がどのような病気を患っているかに言及していないにもかかわらず、がん患者に対する研究であると引用した。2017年のMEJN掲載レターの著者は、1980年の研究の不適切な引用が、中毒症のリスクを過小評価したことで、北アメリカにおけるオピオイド流行に影響を及ぼしたことを示唆している。また、2017年現在、MEJMのポーターとジックのレターのページには「オピオイド療法では中毒は稀である」という証拠として「大量かつ無批判に引用された」と注意書きが掲載されている。
Vera Institute of Justiceの実施した調査では、人身売買の発生数測定に関連する調査の問題について報告した。1990年から2006年までの、人身売買における関連文献からは、45件の論文で114件の発生数の推定値が発見された。そのうち、1件の文献では原著論文からの引用があり、いくつかの文献では、推定値の根拠が不明であった。ミシェル・ストランスキーとデイビッド・フィンケラーは、2008年（2012年改定）の報告書の冒頭で、人身売買に関する推定値の無批判な引用に警告を促し、報告書の後半では、ウーズル効果について引用し、人身売買の研究についての一般的な方法論を批判している。

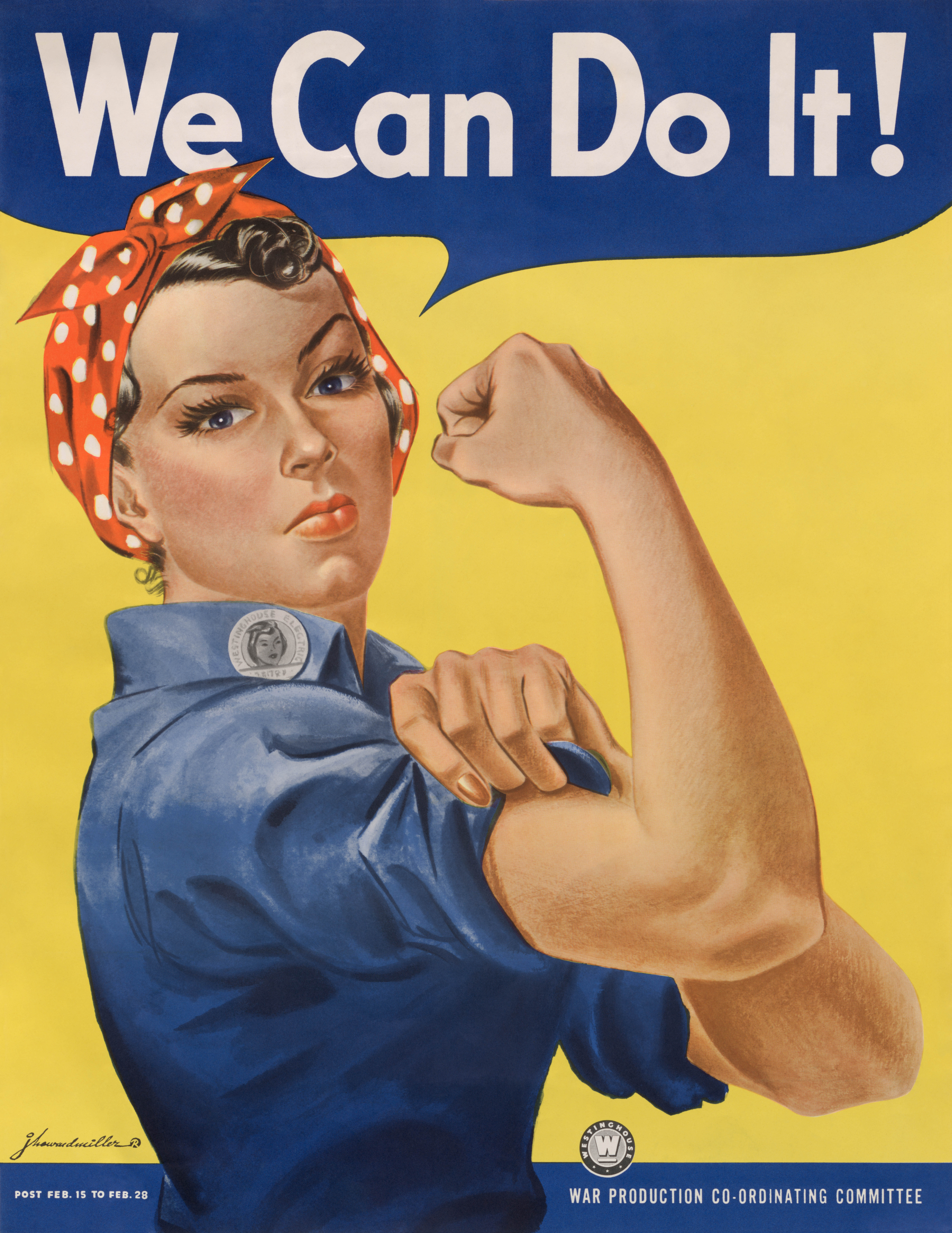
J・ハワード・ミラーが1943年に制作したポスター「We Can Do It!」

ジェームス・キンブルは、戦時中である1943年に制作されたポスター「We Can Do It!」における、1994年から2015年の事例をウーズル効果の例として挙げている。1994年にジェラルディーン・ドイルがポスターのモデルであると主張した後、多くの報道は、基本的な前提を確認することなく伝播させていった。それは、1942年の若い工場労働者の写真から着想を得て、商業芸術家J・ハワード・ミラーがポスターを制作したという事実である。一部の報道機関からは関連性が不明瞭であるとの意見もあったが、多くの報道機関は熱心に報道を行った。関連性が証明できる出典がないにもかかわらず、こうした多くの報道自体がドイルの物語の「説得力のある」出典となっていた。2015年にキンブルは原初となる工場労働者の写真を発見、そのキャプションで1942年3月にカリフォルニアで働くナオミ・パーカーが特定されていることを示し、当時、ドイルはまだ高校生であったことを指摘した。ただしキンブルは、ミラーがその写真を見たという証拠はなく、パーカーであると断定はできないとしている。